# Maria Sole Tognazzi
Maria Sole Tognazzi (Roma, 2 maggio 1971) è una regista e sceneggiatrice italiana.

## Biografia
Ultima dei quattro figli dell'attore Ugo Tognazzi, sua madre è l'attrice Franca Bettoja; è sorella biologica dell'attore Gianmarco Tognazzi e sorellastra dell'attore Ricky Tognazzi e del regista Thomas Robsahm. Nel 1976 partecipa alla 18ª edizione dello Zecchino d'Oro con il brano Show nella foresta con il nome di Maria Soli, per evitare favoritismi. Rispetto ai fratelli Gianmarco e Ricky, preferisce stare solo dietro le telecamere.
Dopo la morte del padre inizia a lavorare come aiuto regista in teatro con lo spettacolo di Giulio Base, Crack. Seguiranno Macchine in amore e La valigia di carne sempre di Giulio Base. Inizia la sua carriera cinematografica come assistente alla regia e aiuto alla regia nella ripresa cinematografica di Crack. Seguiranno Quando eravamo repressi e Le donne non vogliono più per la regia di Pino Quartullo, Estasi per la regia di Peter Exacoustous e Carmela Cicinnati, La scorta e Vite strozzate per la regia del fratello Ricky, Anche i commercialisti hanno un'anima per la regia di Maurizio Ponzi, Poliziotti nuovamente per la regia di Giulio Base, S.O.S. per la regia del fratello Thomas Robsahm. Nella pubblicità affianca suo fratello Ricky alla regia degli spot della FIGC contro la droga, per Enel, dizionario Treccani e Tim. Parallelamente comincia a girare alcuni videoclip (Il gigante di Paola Turci, L'eccezione di Carmen Consoli, Mentre piove di Sergio Cammariere, America di Roberto Kunstler, f.d.m. di Rosita Celentano, co-regia di Alex Infascelli).
Nel 1997 firma la sua prima regia con il cortometraggio Non finisce qui. Seguiranno C'ero anch'io nel 1999, con cui vincerà il Globo d'oro come miglior cortometraggio, e Sempre a tempo nel 2000. Nel 2003 arriva il suo primo lungometraggio Passato prossimo, con Paola Cortellesi, Claudio Santamaria, Valentina Cervi. Oltre alla regia, Maria Sole firma anche la sceneggiatura insieme a Daniele Prato. Il film ottiene il Globo d'oro 2003 come miglior opera prima e Maria Sole vince ai Nastri d'argento 2003 come miglior regista esordiente. Segue nel 2008 il suo secondo lungometraggio, presentato alla Festa del Cinema di Roma e intitolato L'uomo che ama, che vede protagonisti Pierfrancesco Favino, Ksenia Rappoport e Monica Bellucci. Nel 2010 ha presentato alla Festa del Cinema di Roma Ritratto di mio padre, un documentario dedicato al padre Ugo a vent'anni dalla scomparsa, realizzato in collaborazione con Matteo Rovere.
Nell'aprile 2013 esce il suo terzo film, Viaggio sola, con protagonista Margherita Buy, affiancata da Stefano Accorsi e Fabrizia Sacchi. Il film tratta i temi della libertà e della solitudine delle donne moderne, raccontando la vita di una quarantenne single che lavora come ispettore in incognito degli alberghi a cinque stelle di tutto il mondo: in poco tempo diventa un caso cinematografico. Il film riceve cinque candidature ai David di Donatello 2013, fra cui quello per la migliore sceneggiatura a cui sono candidati Maria Sole, Ivan Cotroneo e Francesca Marciano, ma vince solo il David per la migliore performance da protagonista per Margherita Buy. Il film riceve anche sei candidature ai Nastri d'argento 2013 e Maria Sole vince il Nastro d'argento alla migliore commedia. Nel luglio 2013, intervenuta al festival cinematografico di Tavolara, Maria Sole annuncia che Viaggio sola avrà un remake hollywoodiano. Il film è anche uno dei lungometraggi proposti per presentarsi ai Premi Oscar 2014, come miglior film straniero; la commissione sceglie infine La grande bellezza come film rappresentante il cinema italiano.
Nel 2015 esce il suo quinto film, Io e lei, che racconta la storia di una coppia di donne omosessuali, interpretate da Margherita Buy e Sabrina Ferilli, per la prima volta insieme sullo schermo. Maria Sole chiarisce che non si tratta di un remake de Il vizietto di Édouard Molinaro, famoso film con Ugo Tognazzi e Michel Serrault, definendolo più «un pudico, gentile ma lontanissimo omaggio a uno dei primissimi film a sdoganare, 36 anni fa, l'immagine della coppia omosessuale». Il film ottiene una candidatura ai David di Donatello 2016 e quattro candidature ai Nastri d'argento 2016. Maria Sole vince il Nastro d'argento al miglior soggetto.
Nel 2020 esce su Sky la sua prima serie TV, Petra, ispirata alle indagini di Petra Delicado, personaggio letterario creato dalla scrittrice spagnola Alicia Giménez Bartlett. La protagonista viene interpretata da Paola Cortellesi, che torna a lavorare con Maria Sole a 17 anni dal primo lungometraggio della regista, Passato prossimo. Petra si rivela il miglior risultato di sempre per un nuovo titolo Sky Original, superando anche la prima stagione di Gomorra e The young Pope. A Napoli nel 2021 durante una serata speciale dei Nastri d'argento dedicato alle serie TV, viene consegnato a Maria Sole, Paola Cortellesi e Andrea Pennacchi il Nastro d'argento alla serie dell'anno per Petra. Nel 2021 viene invitata insieme a Pierfrancesco Favino, Francesca Archibugi e Cristina Comencini a entrare tra i membri dell'Academy per votare agli Oscar. Successivamente ha lavorato alla seconda stagione di Petra.

## Filmografia

### Cinema
- Non finisce qui – cortometraggio (1997)
- Passato prossimo (2003)
- L'uomo che ama (2008)
- Ritratto di mio padre – documentario (2010)
- Viaggio sola (2013)
- Io e lei (2015)
- Dieci minuti (2024)

### Televisione
- Petra – serie TV (2020-2022)

## Riconoscimenti
- Nastro d'argento
  - 2003 – Miglior regista esordiente per Passato prossimo
  - 2013 – Miglior commedia per Viaggio sola
  - 2016 – Miglior commedia per Io e lei
  - 2016 – Miglior soggetto per Io e lei

- Globo d'oro
  - 2003 – Miglior opera prima per Passato prossimo